# Кодаччи-Пизанелли, Джузеппе
Джузеппе Кодаччи-Пизанелли (итал. Giuseppe Codacci Pisanelli; 28 марта 1913, Рим — 2 февраля 1988, Рим) — итальянский юрист и политик, министр обороны (1953), министр без портфеля по связям с парламентом (1960—1963).

## Биография
Родился в семье ординарного профессора административного права Римского университета Альфредо Кодаччи-Пизанелли (род. 1861). Отцом Альфредо был Луиджи Кодаччи, который умер ещё до его рождения; вторым мужем его матери стал либеральный депутат Джузеппе Пизанелли — она вышла за него замуж в 1869 году, но тот умер в 1879 году, не успев официально усыновить Альфредо, поскольку по закону усыновление было возможно только для детей старше 18 лет. Тем не менее, Альфредо всю жизнь использовал двойную фамилию. Семья переехала из Флоренции в фамильное имение Пизанелли площадью 77 гектаров в Триказе. В 1922 году Джузеппе Кодаччи-Пизанелли с семьёй приехал в Рим и продолжил образование экстерном в Назаретском колледже (Collegio Nazareno) при ордене пиаристов. В феврале 1929 года потерял отца, в том же году поступил на юридический факультет Римского университета, в 1933 году окончил его, в 1934 году провёл шесть месяцев с января по июль в Оксфордском университете. В 1935 году получил высшее образование в политологии и поступил на философский факультет Григорианского университета, продолжая посещать Евхаристическую конгрегацию будущего кардинала Массимо Массими, куда вступил ещё в девятилетнем возрасте. В 1936 году окончил офицерские курсы и получил первое назначение — младшим лейтенантом кавалерийского полка "Genova Cavalleria".
В период Второй мировой войны был мобилизован и в звании капитана кавалерии с февраля 1941 по июнь 1942 года участвовал в Североафриканской кампании. В момент выхода Италии из войны 8 сентября 1943 года находился в Риме. После оккупации северной части страны германскими войсками перешёл линию фронта и вновь поступил на службу в итальянскую армию. По окончании войны был наблюдателем от итальянских вооружённых сил на процессе по делу администрации концлагеря Дахау и на Нюрнбергском процессе. Затем получил должность претора (род мирового судьи) в Триказе и был избран по спискам Христианско-демократической партии депутатом Учредительного собрания Италии.
В заседаниях Учредительного собрания добивался выделения Саленто (историческая область на полуострове Салентина) в отдельный регион Италии, мотивируя свою позицию утверждением, что власти Апулии осуществляют управление и финансирование этой провинции без учёта её потребностей (в период существования Королевства обеих Сицилий территория Саленто входила в провинцию Терра д’Отранто с административным центром в Лечче).
Избирался по спискам ХДП в Палату депутатов первых шести созывов республиканского периода, сохраняя мандат без перерывов с 1948 по 1976 год.
С 16 июля по 17 августа 1953 года являлся министром обороны Италии в восьмом правительстве Де Гаспери. Занимал должность министра без портфеля по связям с парламентом с 26 июля 1960 по 21 февраля 1962 года в третьем правительстве Фанфани, затем до 21 июня 1963 года — в четвёртом правительстве Фанфани и до 4 февраля 1963 года — в первом правительстве Леоне.
С 1962 по 1968 год являлся мэром Триказе (провинция Лечче, Апулия).
В Учредительном собрании Кодаччи-Пизанелли был включён в так называемую «комиссию семидесяти пяти», которая подготовила проект Итальянской конституции. В 1955 году вошёл в число основателей университета Лечче, который впоследствии стал именоваться университетом Саленто. Кодаччи-Пизанелли стал первым ректором нового университета и двадцать лет оставался в этой должности. Будучи парламентарием, добивался инвестиций в развитие культуры на территории Саленто, а также многое сделал для эмансипации женщин: в 1950-е, 1960-е и 1970-е годы большинство семей в провинциях Лечче, Бриндизи и Таранто не позволяли девушкам уезжать из дома для получения высшего образования, но тысячи их обучались в университете Лечче при ректоре Кодаччи-Пизанелли.
С 1957 по 1962 год являлся президентом Межпарламентского союза. На пенсии проживал в Триказе, умер 2 февраля 1988 года в Риме.